# Mieczysław Świerz

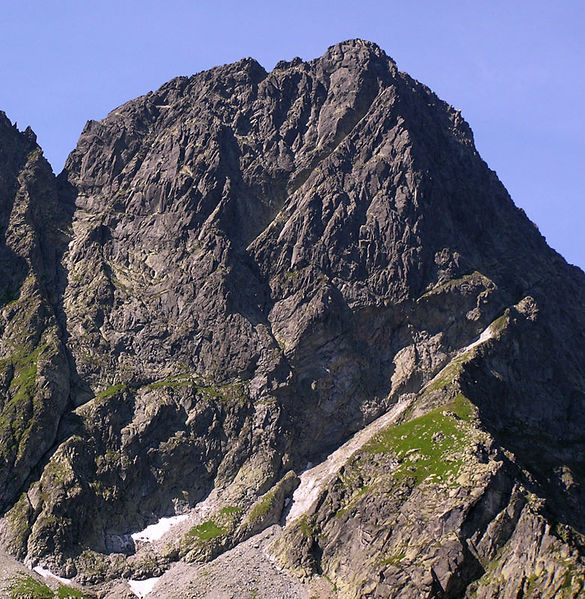
Wschodnia ściana Mięguszowieckiego Szczytu z biegnącą w centrum drogą Świerza

Mieczysław Świerz (ur. 25 maja 1891 w Krakowie, zm. 5 lipca 1929 w Tatrach) – polski wspinacz i nauczyciel, jeden z najbardziej aktywnych taterników lat 20. XX wieku, syn Zofii i Leopolda Świerzów. Brat Tadeusza i Stanisława.

## Życiorys
Studiował polonistykę, uzyskał doktorat na Uniwersytecie Jagiellońskim. Z zawodu był nauczycielem, z zamiłowania historykiem literatury polskiej.
Aktywny członek Polskiego Towarzystwa Tatrzańskiego, prezes jego Sekcji Turystycznej. Twierdził, że taternictwo polskie musi wyjść z Tatr w góry wyższe i trudniejsze. Dokonał prawie stu pierwszych przejść, m.in. wschodnią ścianą Mięguszowieckiego Szczytu Wielkiego. Udało mu się wejść na szczyty uważane podówczas za bardzo trudne do zdobycia. W 1911 dokonał pierwszego wejścia od strony zachodniej na Zamarłą Turnię (wraz z nim Janusz Chmielowski i Zdzisław Kleszczyński).
Współautor (wraz z Januszem Chmielowskim) przełomowego czterotomowego przewodnika wspinaczkowego Tatry Wysokie (1925).
Zginął w 38. roku życia w trakcie próby powtórzenia drogi Stanisławskiego na zachodniej ścianie Kościelca. Sizalowa lina pękła i nie powstrzymała upadku do podstawy komina, zwanego obecnie Kominem Świerza. Został pochowany na Nowym Cmentarzu w Zakopanem (kw. M4-A-1).
Stanisław Nędza-Kubiniec poświęcił mu zwrotkę w swoim wierszu pt. „Psalm o świętych góralskich”:

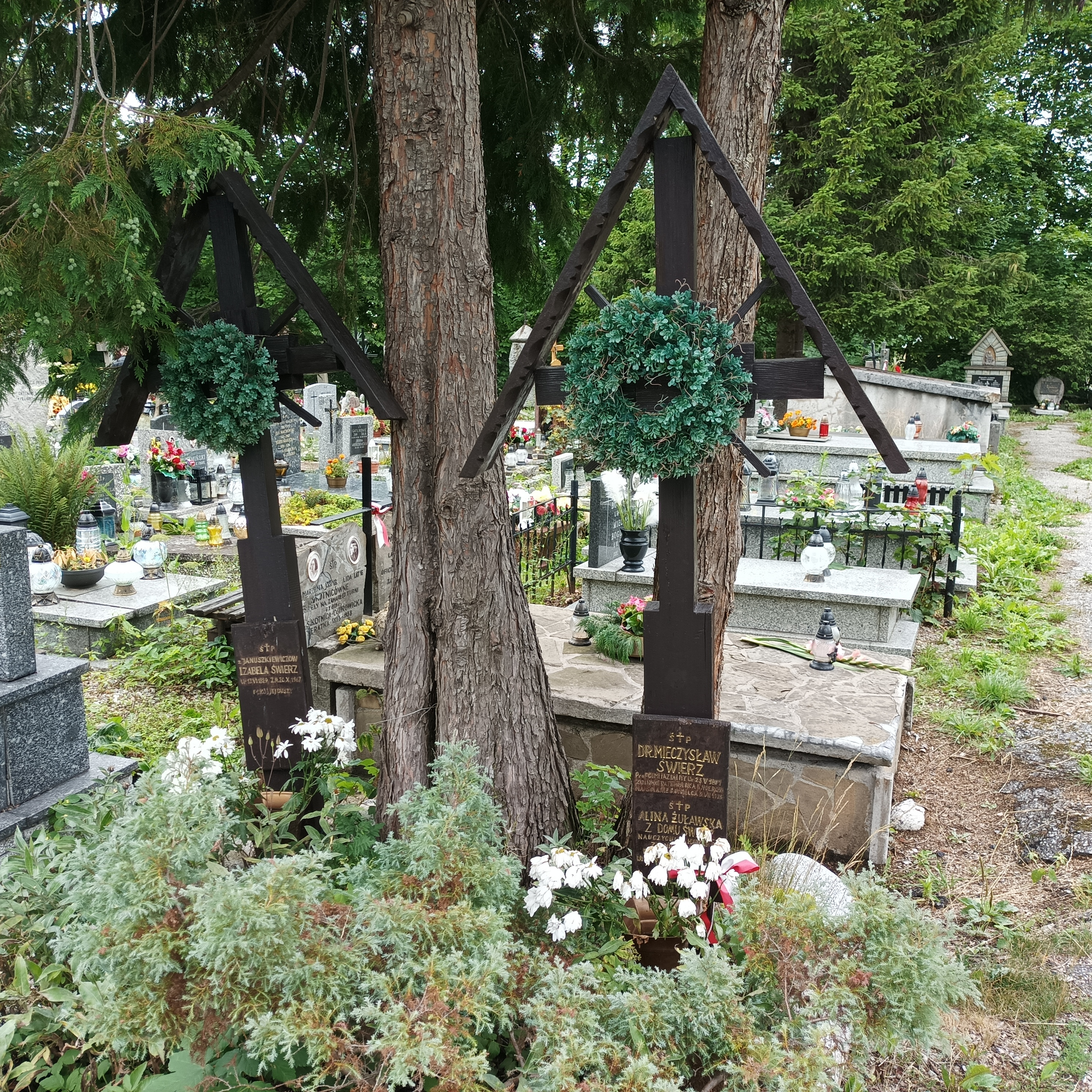
Grób Mieczysława Świerza na Nowym Cmentarzu w Zakopanem

Sławna zerwa Kościelcowa,

smutna profesorska głowa,

Świerz Mieczysław spadł ze ściany.

Była w Tatrach wielka cisza,

wiatr na grani się kołysał.

Za świętego też uznany.

Przewodnickim jest patronem,

chwałę jego głoszą dzwonem.